# Ottensita
La ottensita és un mineral de la classe dels sulfurs. Nom atorgat en honor del distribuidor de minerals i especialista en minerals xinesos Berthold Ottens (nascut el 1942). És un anàleg Na-dominant de la cetineïta. Fou aprovat com a mineral l'any 2006 per l'IMA.

## Classificació
La ottensita es troba classificada en el grup 2.MA.05 segons la classificació de Nickel-Strunz (2 per a Sulfurs i sulfosals (sulfurs, selenurs, tel·lururs; arsenurs, antimonurs, bismuturs; sulfarsenits, sulfantimonits, sulfbismutits, etc.); M per a Oxysulfosals i A per a Oxysulfosals d'àlcalis i alcalins de terres; el nombre 05 correspon a la posició del mineral dins del grup). En la classificació de Dana el mineral es troba al grup 2.13.3.2 (2 per a Sulfurs i 13 per a Oxysulfurs; 3 i 2 corresponen a la posició del mineral dins del grup).

## Característiques
La ottensita és un sulfur de fórmula química Na₃(Sb₂O₃)₃(SbS₃)·3H₂O. Cristal·litza en el sistema hexagonal. La seva duresa a l'escala de Mohs és 3,5. És de color vermell-marró. La seva ratlla presenta un color groc-marró; de fractura irregular i desigual. La lluïssor és vítria.

## Formació i jaciments
S'ha descrit a Europa, i a l'Àsia. Sol presentar-se en forma d'esfèrules.